# چولی
چولی (انگلیسی: Chuli؛ زادهٔ ۲۵ ژانویهٔ ۱۹۹۱) بازیکن فوتبال اهل اسپانیا است.
از باشگاه‌هایی که در آن بازی کرده‌است می‌توان به باشگاه فوتبال اسپانیول، باشگاه فوتبال رکریتیوو اوئلوا، باشگاه فوتبال رئال بتیس، باشگاه فوتبال لگانس، و باشگاه فوتبال آلمریا اشاره کرد.
وی همچنین در تیم ملی فوتبال زیر ۱۸ سال اسپانیا بازی کرده‌است.